# Susana Mitchell
Susana Mitchell fue una nadadora argentina.
En el Campeonato Sudamericano de Natación de 1937, celebrado en Montevideo, venció la prueba de saltos con 68,4 puntos.
En el Campeonato Sudamericano de Natación de 1938, realizado en Lima, integró el equipo argentino ganador del relevo 4x100m estilo libre junto a Jeanette Campbell, Úrsula Frick y Dora Rhodius. Asimismo, volvió a vencer en saltos.
Compitió también en el Campeonato Sudamericano de Natación de 1939, realizado en Guayaquil, donde ganó el relevo 4x100m estilo libre junto a Jeanette Campbell, Úrsula Frick y Margarita Tisserandet.